# 洲本警察署
洲本警察署（すもとけいさつしょ）は、兵庫県警察が管轄する警察署の一つ。洲本市の全域を管轄している。

## 所在地
- 兵庫県洲本市山手二丁目1番3号

## 交番
すべて、洲本市に所在している。
- 内町交番 （海岸通二丁目）
- 外通交番 （本町八丁目）
- 宇山交番 （宇山三丁目）
- 由良交番 （由良三丁目）

## 駐在所
全て、洲本市に所在している。
- 安乎駐在所 （安乎町中田）
- 中川原駐在所 （中川原町中川原）
- 内膳駐在所 （下内膳）
- 大野駐在所 （大野）
- 千草駐在所 （千草庚）
- 都志駐在所 （五色町都志）
- 鳥飼駐在所 （五色町鳥飼浦）
- 広石駐在所 （五色町広石下）
- 鮎原駐在所 （五色町鮎原南谷）